# Anna Prchal
Anna Prchal (Toronto, 10 maggio 1979) è un'ex sciatrice alpina canadese, vincitrice della Nor-Am Cup nel 2001.

## Biografia
Originaria di Outremont, in Nor-Am Cup la Prchal esordì il 5 aprile 1995 a Whistler in supergigante (34ª) e conquistò il primo podio il 19 dicembre 1999 a Mont-Tremblant in slalom speciale (3ª). Nel 2000 debuttò in Coppa del Mondo, il 10 marzo a Sestriere in slalom speciale senza qualificarsi per la seconda manche, e conquistò la prima vittoria in Nor-Am Cup, il 4 dicembre a Val Saint-Côme in slalom speciale; in quella stessa stagione 2000-2001 nel circuito continentale nordamericano conquistò altri 5 podi (tra i quali l'ultimo della sua carriera, la vittoria nello slalom speciale di Snowbird dell'11 marzo) e vinse sia la classifica generale sia quella di slalom speciale. Prese inoltre parte ai Mondiali di Sankt Anton am Arlberg 2001, sua unica presenza iridata, dove si classificò 19ª nello slalom speciale e non completò lo slalom gigante.
In Coppa del Mondo ottenne il miglior piazzamento il 3 febbraio 2002 a Åre in combinata (12ª) e prese per l'ultima volta il via il 22 dicembre dello stesso anno a Lenzerheide in slalom speciale, senza completare la prova; si ritirò al termine della stagione 2004-2005 e la sua ultima gara fu uno slalom speciale FIS disputato il 27 marzo a Le Relais, chiuso dalla Prchal al 21º posto.

## Palmarès

### Coppa del Mondo
- Miglior piazzamento in classifica generale: 92ª nel 2002

### Nor-Am Cup
- Vincitrice della Nor-Am Cup nel 2001
- Vincitrice della classifica di slalom speciale nel 2001
- 9 podi:
  - 3 vittorie
  - 3 secondi posti
  - 3 terzi posti

#### Nor-Am Cup - vittorie
| Data            | Località       | Paese       | Specialità |
| --------------- | -------------- | ----------- | ---------- |
| 4 dicembre 2000 | Val Saint-Côme | Canada      | SL         |
| 5 dicembre 2000 | Val Saint-Côme | Canada      | SL         |
| 11 marzo 2001   | Snowbird       | Stati Uniti | GS         |

Legenda:

SL = slalom speciale

### Campionati canadesi
- 4 medaglie:
  - 2 ori (slalom speciale nel 1999; slalom speciale nel 2001)
  - 1 argento (slalom speciale nel 2000)
  - 1 bronzo (slalom gigante nel 2001)